# Rumi (motocicleta)
Moto Rumi va ser una empresa italiana fabricant de motocicletes que tingué activitat des de començaments del segle XX fins a la dècada del 1960. Fundada per Gabrielle Rumi a Bèrgam a començaments de la dècada del 1920, l'empresa va començar com a proveïdora de components de fosa per a la indústria de la maquinària tèxtil i va entrar al sector de la motocicleta durant la dècada del 1950 a iniciativa del seu fill, Donnino Rumi.

## Història
En esclatar la Segona Guerra Mundial, Rumi es va dedicar a la fabricació d'armament, mini submarins i torpedes. Un cop acabada la guerra, el 1950, Rumi va decidir centrar-se en la fabricació de motocicletes lleugeres equipades amb motor bicilíndric horitzontal de dos temps i 125 cc de cilindrada.

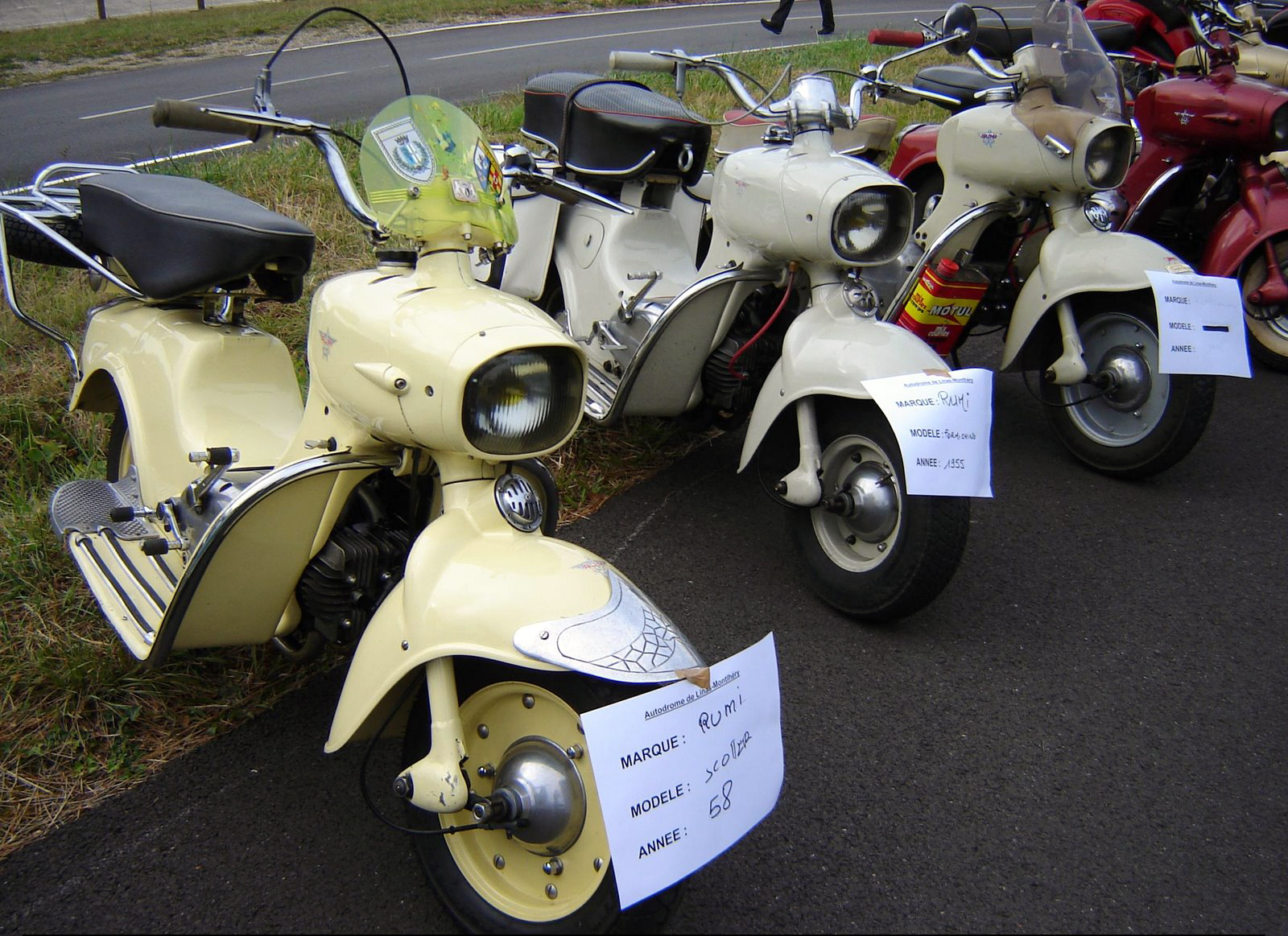
Versions diverses de la Formichino

El 1952, amb la creixent popularitat dels escúters, Rumi va començar a fabricar el model Scoiottolo ("esquirol"), dotat de bastidor monocasc d'alumini colat amb suspensió posterior de basculant tubular i forquilles telescòpiques, rodes de 14 polzades i canvi de tres velocitats. Els models posteriors ja disposaven de caixa de canvis de quatre velocitats i motor d'arrencada elèctric i tenien fama de ser els escúters més ràpids en producció a l'època. A banda dels escúters, Rumi produïa aquell any models de motocicleta "esport" i "súper esport" (versions de carburador simple i doble, respectivament). El "súper esport" va ser substituït pel model "Competizione", una autèntica motocicleta de curses de fàbrica.
El 1954, una Rumi "Competizione" va guanyar el Campionat d'Itàlia. Aquell any, Rumi va llançar l'escúter Formichino ("formigueta"), que duia tota la carrosseria (tret de les forquilles anteriors, els rails i els protectors de cames) d'alumini colat, amb les peces de fosa anterior i posterior cargolades al motor tot formant un conjunt monocasc que proporcionava alhora lleugeresa i rigidesa. El basculant, la tapa de la cadena i el silenciador també eren d'alumini colat. Aquests models tenien originalment rodes de 8 polzades, però el 1958 van tornar a les dimensions anteriors (10 polzades), cosa que proporcionava més estabilitat i distància al terra. El 1955, la "Competizione" va ser substituïda pels nous models "Junior Corsa" i "Junior Gentleman".
Els anys 1957, 1958 i 1960, Rumi va guanyar el Bol d'Or en la seva categoria, un èxit que va reflectir en un nou model d'escúter, anomenat justament "Bol d'Or". El 1958, a més, l'empresa va produir una nova versió esportiva anomenada "Tipo Sport", amb carburador de 22 mm, tubs d'escapament més grans i una relació de compressió més alta. Al Regne Unit, aquest model es va comercialitzar amb manillar baix de cursa, cilindres d'alumini cromat i doble carburador, mentre que la versió per a França duia un sol carburador de 22 mm.
Durant la dècada de 1960, Rumi va entrar en liquidació.